# Robia legula
Robia legula es un pez abisal que pertenece a la familia Caulophrynidae. Habita en el centro del Océano Pacífico, donde se encuentra a profundidades de 1000 a 1500 metros (3300 a 4900 pies). Esta especie es la única conocida de su género.
Fue reconocida por primera vez en 1979, por Theodore Wells Pietsch III.

### Lectura recomendada
- Eschmeyer, W.N. (ed.)0 Catalog of fishes. Updated database version of December 2001. Catalog databases as made available to FishBase in December 2001. (Ref. 40966).
- Pietsch, T.W.0 Oceanic anglerfishes. Extraordinary diversity in the deep sea. Oceanic Anglerfishes, i-xii; 1-557pp. (Ref. 86949).
- Froese R. & Pauly D. (eds) (2015). FishBase (version Jan 2015). In: Species 2000 & ITIS Catalogue of Life, 26th August 2015 (Roskov Y., Abucay L., Orrell T., Nicolson D., Kunze T., Flann C., Bailly N., Kirk P., Bourgoin T., DeWalt R.E., Decock W., De Wever A., eds). Species 2000: Naturalis, Leiden, the Netherlands. ISSN 2405-8858.